# Diabolo

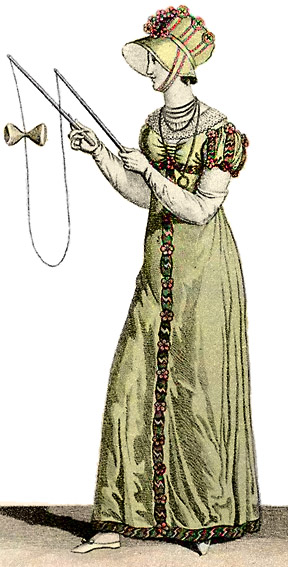
Ilustração francesa de 1812.

Diabolô, ou diábolo,  é um brinquedo antigo originário da China, muito famoso em todo o mundo, a evolução do ioiô chinês.  Ele é composto por duas semiesferas unidas invertidas, que devem ser movimentadas e equilibradas por um cordão acionado por duas baquetas. Com o diabolô, um jogador experiente consegue fazer centenas de manobras. Há uma grande variedade de diabolôs, possivelmente centenas.

## Tipos
Os malabarismos baseiam-se no princípio físico da quantidade de movimento angular. O jogo consiste em fazer girar esse objeto sobre si mesmo, impulsionando-o com a corda amarrada a dois bastões de madeira. O lado do movimento depende da mão dominante, direita ou esquerda.

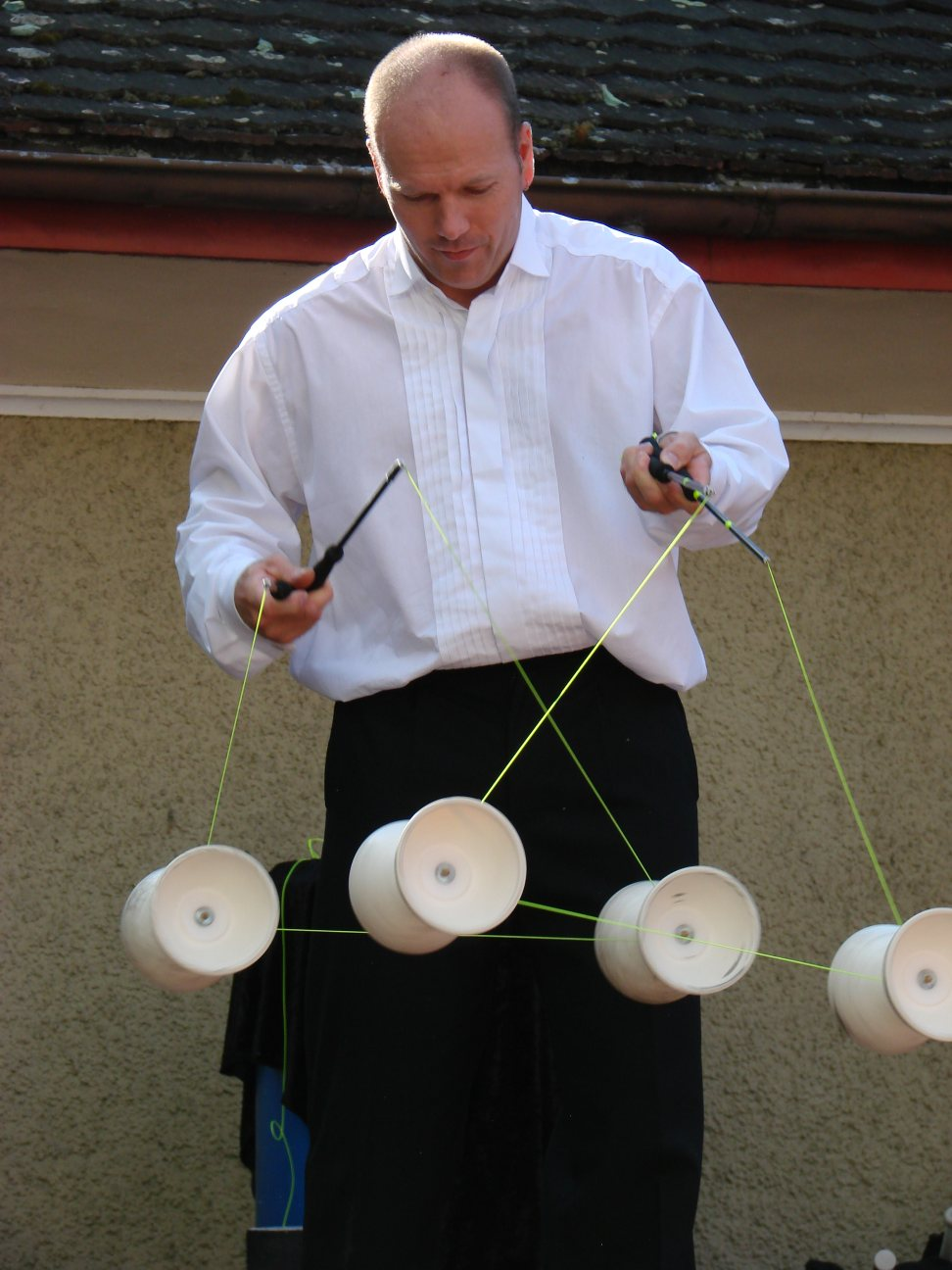
Jogando com quatro diabolôs ao mesmo tempo.

Os diabolôs podem ser feitos de vários materiais diferentes, originalmente madeira, metal ou plásticos, sendo que os maiores e mais pesados tendem a ficar mais tempo girando e os mais leves podem ser arremessados mais alto e girarem mais rápido.
Existem controvérsias sobre a origem do nome, que pode provir de "diaballo", movimento, do italiano  diavolo, ou do grego dia bolo, significando tirar diagonalmente. O aparelho é muito usado na GG (ginastica geral) e no circo.